# Le Blanc et le Noir
Pour plus de détails, voir Fiche technique et Distribution.
Le Blanc et le Noir est un film français écrit par Sacha Guitry, réalisé par Robert Florey et Marc Allégret, sorti en 1931.

## Synopsis
Maladivement jalouse de son mari Marcel, Marguerite Desnoyers décide de le tromper avec « le premier homme qui passe », en l'occurrence  le chanteur-vedette qui se produit à l'hôtel. L'ayant reçu dans l'obscurité, elle ne peut se rendre compte que le crooner est noir de peau. Neuf mois plus tard, naît un enfant de couleur et donc forcément adultérin. Mais, le mari s'étant découvert une puissante fibre paternelle, ne peut admettre une telle situation et, ayant évité que sa femme voie l'enfant, il va froidement, à l'Assistance publique, l'échanger pour un bébé blanc.
L'épouse infidèle, n'ayant pas vu son rejeton « inadéquat », découvre avec transports son adorable poupon rose et tout se retrouve pour le mieux dans le monde parfait d'une riche et insouciante bourgeoisie sans états d'âme. On peut dire aussi, moins cyniquement, que Marcel s'est pris d'un amour fou pour ce bébé qu'il croit « presque de lui » et que l'enfant l'a rapproché de Marguerite qu'il décide de laisser dans ses illusions.

## Fiche technique
- Titre français : Le Blanc et le Noir
- Réalisation : Robert Florey, Marc Allégret
- Assistants réalisateur : Claude Heymann, Jean de Marguenat
- Scénario : Sacha Guitry, d'après sa pièce éponyme
- Adaptation, dialogues : Sacha Guitry
- Direction artistique : Marc Allégret
- Costumes : Redfern et Zanel
- Photographie : Théodore Sparkuhl, assisté de Roger Hubert et Nicolas Hayer
- Son : D.F Scanlon
- Musique : Philippe Parès[1], Georges Van Parys
- Photographe de plateau : Roger Forster
- Montage : Jean Mamy, Denise Batcheff
- Production : Pierre Braunberger, Roger Richebé
- Société de production : Braunberger-Richebé
- Société de distribution : Cinélux
- Tournage : Décembre 1930 - Janvier 1931.
- Pays de production :  France
- Langue originale : français
- Format : Noir et blanc - 35 mm - 1,37:1 - Mono
- Genre : Comédie
- Durée : 107 minutes
- Date de sortie : France, 21 mai 1931
- Affiche : Jean-Adrien Mercier

## Distribution
- Raimu : Marcel Desnoyers
- Suzanne Dantès : Marguerite Desnoyers, épouse de Marcel
- André Alerme : Georges Samoy, meilleur ami de Marcel
- Irène Wells : Peggy Samoy, sa femme, actrice et chanteuse de music-hall
- Pauline Carton : Marie, la vieille bonne de Marguerite
- Charles Lamy : Le docteur Leclerc
- Baron fils : Monsieur Massicaut, père de Marguerite
- Fernandel : Le groom
- Charlotte Clasis : Madame Massicaut
- Monette Dinay : Joséphine, femme de chambre
- Paul Pauley : Monsieur Timinion, chef de bureau de l'Assistance publique
- Louis Kerly : Arthur, valet de chambre
- Gésip Légitimus le bébé noir
- Raymond Ceccaldi
- Marino
- Norris
- Les Jackson's Girls : dans leur numéro

## Autour du film
- Le scénario du film sera pratiquement repris à l'identique dans la séquence le bébé, du film La Vie à deux réalisé par Clément Duhour en 1958. dans lequel Fernandel reprend le rôle de Raimu
- Ce film a la particularité d'être le premier film parlant de Raimu et le premier de Fernandel.
- Robert Florey, ancien journaliste en France, fut, aux États-Unis, attaché de presse du couple Fairbanks-Pickford, « manager » de Rudolf Valentino pour l'Europe, réalisateur du premier film important du chanteur André Baugé, La route est belle (1930) et de nombreux autres films. Il devint ensuite réalisateur de télévision et produisit, entre autres, Aventures dans les îles avec Gardner McKay dans le rôle du fameux capitaine Troy.
- Marc Allégret remplace Robert Florey à la réalisation au bout de cinq jours de tournage[2]
- Le bébé noir âgé de trois mois dans le film n’est autre que Gésip Légitimus, fils de l’actrice  Darling Légitimus, qui deviendra un pionnier dans l’expression audiovisuelle, artistique, politique et associative afro-antillaise en France.
- À noter la scène étonnante entre Marcel, ses amis, le médecin et Timinion, employé de l'Assistance publique, où est discuté l'échange des bébés noir et blanc, Timinion précise avoir reçu près de trois cents « petits nègres » parce que « Ce sont des souvenirs qu'une dame n'aime guère à conserver ».